# Аскин
Аскин (в верхнем течении — Скимка) — река в России, протекает в Башкортостане. Длина реки — 51 км, площадь водосборного бассейна — 325 км².
Начинается на западном склоне хребта Яшкады среди кленово-ильмового леса. Течёт на запад, пересекает хребет Улутау, затем у села Аскино поворачивает на север. Протекает через сёла Чик-Елга, Красная Регизла, Муллакаево, Бейсово, Архангельское и Новоустиновка. В низовьях отклоняется к западу. Впадает в Инзер по левому берегу на 21 речном километре у села Абзаново. Ширина реки в низовьях — 15 метров, глубина — 1,5 метра.

## Притоки
Объекты перечислены по порядку от устья к истоку.
- Кудошманка[5] (лв)
- Туруш[5] (лв, в 23 км от устья)
- Регизла[5] (пр)
- Куртеля[3] (пр)
- Чикурово[3](лв)
- Кумъелань[3] (лв)
- Сыгышты[3] (лв)
- Аргынъяш[3] (лв)
- Каранъюрт[3] (лв)
- Барма[3] (пр)

## Данные водного реестра
По данным государственного водного реестра России относится к Камскому бассейновому округу, водохозяйственный участок реки — Сим от истока и до устья, речной подбассейн реки — Белая. Речной бассейн реки — Кама.
Код объекта в государственном водном реестре — 10010200612111100019867.

## Название
Происходит от башкирского аксын — «священное изваяние».